# NGC 6289
NGC 6289 је елиптична галаксија у сазвежђу Змај која се налази на NGC листи објеката дубоког неба.
Деклинација објекта је + 68° 30' 51" а ректасцензија 16h 57m 44,9s. Привидна величина (магнитуда) објекта NGC 6289 износи 14,5 а фотографска магнитуда 15,5. NGC 6289 је још познат и под ознакама MCG 11-21-7, CGCG 320-56, CGCG 321-9, PGC 59322.